# Zungenrede
Unter Zungenrede, auch „in Zungen reden“, „Glossolalie“, einem Lehnwort aus altgriechisch γλῶσσα glōssa ('Zunge', 'Sprache') und λαλεῖν lalein, ('reden', 'lallen‘), „Zungengebet“ oder „Sprachengebet“, versteht man ein unartikuliertes Sprechen, das insbesondere aus der charismatischen oder pfingstlerischen Gebetspraxis im frühen Christentum und in der Neuzeit bekannt ist. Ihre weltweite Verbreitung außerhalb des Christentums zeugt von hohem Alter, ebenso wie Erwähnungen in antiken Dokumenten. Es gibt Hinweise auf Glossolalie im Hinduismus und im Schamanismus.

## Etymologie
Deutsche Bibelübersetzungen verwenden „Zunge“ und „Sprache“ synonym und übersetzen daher das griechische „λαλῶν γλώσσῃ“ (ich rede Zunge, 1. Korinther 14,13 ) schon in den ersten gedruckten Bibelausgaben, wie dann 1545 auch in der Lutherbibel durch „in“ oder „mit“ „Zungen reden“, woraus in der Lutherbibel von 1984 das zwischenzeitlich gängige Substantiv Zungenrede wurde. Dieses findet sich bereits in Herders Conversations-Lexikon von 1855 mit Bezug auf das Pfingstwunder.
Auch im Englischen ist der an das Griechische angelehnte Ausdruck „mit Zungen reden“ schon früh, etwa in der Wyclif-Bibel aus dem 14. Jahrhundert, belegt. Das Fremdwort „glossolalia“ findet sich erstmals bei Frederic Farrar 1879.
Glossolalie wird manchmal mit der ebenfalls als Charisma (Gottesgabe) verstandenen Xenoglossie in Verbindung gebracht, der Gabe unvermittelt in fremden (altgriechisch ξένος xénos, „fremd“) Sprachen zu sprechen; ob sich bei dem in der Bibel in der Apostelgeschichte beim Pfingstfest beschrieben Ereignis (Apg 2,4 ) um Glossolalie oder Xenoglossie handelt, wird in der Exegese (Theologie) kontrovers diskutiert.

## Beschreibung
Da Zungenrede unartikuliert ist, kann sie sprachlich schlecht ausgedrückt werden. Beobachtern kommt sie wie eine sehr fremde Sprache vor. Es ist aber weder Syntax noch Vokabular zu identifizieren. Sie kommt als Orakelspruch, vor allem aber beim privaten oder im gemeinschaftlichen Gebet vor. Sie drückt sich nicht nur in den geäußerten Lauten aus; zu ihrem Verständnis sind der soziale Kontext und der körperliche Ausdruck mit zu beachten. Die Betenden ihrerseits sind zwar bei vollem Bewusstsein und geben an, den Vorgang kontrollieren zu können (beispielsweise das Gebet beginnen oder beenden, laut oder leise beten). Dennoch scheint diese Art des Sprechens den bewussten Verstand auszuschließen, denn die Betenden geben an, meist nicht zu wissen was sie sprechen, während es unter Umständen anderen möglich zu sein scheint, die Zungenrede zu deuten.
Der Religionswissenschaftler Volkhard Krech (* 1962), Centrum für Religionswissenschaftliche Studien, Bochum, beschreibt:

„Hier ist etwas zu hören, zu sehen, zu berichten, was sich normaler Kommunikation entzieht. Dennoch oder vielleicht gerade deswegen können das beredte Schweigen, die ungewöhnliche Gebärde und die Artikulation befremdlicher Laute in bestimmten Situationen mehr als tausend Worte sagen. Offenbar funktioniert in diesen Fällen die Semiotik anders; nicht semantisch Wort für Wort, sondern syntaktisch Zeichen für Zeichen stellt sich innerhalb von Zeichenketten dieser Art spezifisch religiöser Sinn her.“

Der Linguist William J. Samarin (University of Toronto) hat 1972 eine Untersuchung der Pfingstglossolalie vorgelegt, die zu einem klassischen Werk über ihre linguistischen Merkmale der Zungenrede wurde. Seine Studie stützte sich auf Glossolalien, die im Laufe von fünf Jahren in öffentlichen und privaten christlichen Versammlungen in Italien, den Niederlanden, Jamaika, Kanada und den Vereinigten Staaten aufgezeichnet wurden; sein Spektrum umfasste die Puertoricaner in der Bronx, die Schlangenbeschwörer in den Appalachen und die charismatische Christen aus Russland in Los Angeles. Samarin stellte dabei fest, dass Zungenrede in mancher Hinsicht der menschlichen Sprache ähnelt. Der Sprecher verwendet Akzent, Rhythmus, Intonation und Pausen, um die Sprache in verschiedene Einheiten zu unterteilen. Jede Einheit besteht wiederum aus Silben, die aus Konsonanten und Vokalen einer dem Sprecher offenbar irgendwie bekannten Sprache gebildet werden.
Der Philologe und Neutestamentler Norbert Baumert (1932–2019) bestätigt aus der eigener Erfahrung mit charismatischen christlichen Gemeinen diese Beobachtungen:

„Das heißt nun nicht, dass die Glossolalie eine dem Sprecher und den Anwesenden unbekannte tatsächliche Sprache sei, die irgendwo in der Welt gesprochen würde (obwohl es gelegentlich auch dieses Phänomen der Xenoglossie gibt), auch nicht, dass es eine neue Sprache ist, die man nach den Regeln eines Dolmetschers 'übersetzen' könnte, wohl aber, daß es nicht ein unkontrolliertes lässiges Plappern ist, sondern klar formulierte Silben und Silbenverbindungen gebildet werden, die gerade beim lauten Sprachengebet oft mit großer Klarheit und akustischer Präzision differenziert ausgesprochen werden.“

Dass die Laute aus der Menge der dem Sprecher bereits bekannten Laute entnommen werden, wird von anderen bestätigt. Felicitas Goodman, eine psychologische Anthropologin und Linguistin, fand ebenfalls heraus, dass die Sprache von Glossolalisten die Sprachmuster der Muttersprache des Sprechers widerspiegelt.
Da sie von sich aus mehrdeutig ist, wird in allen Kulturen die Glossolalie institutionell eingehegt. „Andernfalls kann es leicht zu Aus- und Abschweifungen kommen, die nicht mehr zu überprüfen und zu zügeln sind.“

## Außerchristliches Vorkommen von Zungenrede

### Antike
In der Antike war die Vorstellung weit verbreitet, dass göttliche Wesen Sprachen sprechen, die sich von den menschlichen Sprachen unterscheiden, und Religionshistoriker haben in der griechisch-römischen Literatur Hinweise auf esoterische Reden gefunden, die der Glossolalie ähneln und manchmal als Engels- oder Göttersprache erklärt werden, wie etwa beim Orakel von Delphi.
Während im antiken Christentum außerhalb des NT Glossolalie nicht belegt ist, finden sich Schilderungen im Frühjudentum, etwa im pseudepigraphen Testament des Hiob, In dem nicht-kanonischen Text aus dem 1. oder 2. Jahrhundert wird beschrieben, dass die Töchter Hiobs Schärpen erhalten hätten, die es ihnen ermögliche, „entsprechend dem Gesang der Engel“ zu beten, während eine andere dies zu deuten vermochte. Auf Zungenrede dürfte auch das „Leuchterorakel“ aus einem griechischen Zauberpapyrus hinweisen, das anweist, wie mit einem Jüngling als einem Medium zu verfahren ist; es enthält das Gebet: „Nahe mir, Geist, der die Luft durchfliegt, gerufen mit den Symbolen und unaussprechbaren Namen, zu dieser Leuchteroffenbarung, die ich vornehme, und steig hinein in seine (des Knaben) Seele, damit sie abbilden kann die unsterbliche Gestalt in machtvollem und unvergänglichem Licht […]“.
Alexander von Abonuteichos († um 175) könnte während seiner prophetischen Ekstase in Zungen gesprochen haben. Der neuplatonische Philosoph Iamblichos von Chalkis († um 320/325) verband die Glossolalie mit der Prophezeiung und schrieb, dass, wer eine Prophezeiung spricht, von einem göttlichen Geist ergriffen sei, der „Worte ausstößt, die von denen, die sie aussprechen, nicht verstanden werden; denn sie sprechen sie, wie man sagt, mit einem wahnsinnigen Mund (mainomenό stomati) aus und sind der Energie des herrschenden Gottes völlig unterworfen und ergeben sich ihm“.
Ob eine Schilderung im Buch des Propheten Jesaja 28,7–13  als Beleg aus der Hebräischen Bibel für Zungenrede aufgefasst werden kann, ist strittig.

### Außerbiblische Religionen
Auch in anderen religiösen Traditionen wurde beobachtet, dass sie eine Form der Glossolalie praktizieren. Am häufigsten ist sie vielleicht im Schamanismus und bei medialen religiösen Praktiken anzutreffen, die über personale Wesen angeben, Kontakt zu einer jenseitigen Welt herzustellen. In Japan gingen die Anhänger von Shinji Takahasi (1927–1976; God Light Association) davon aus, dass die Glossolalie sie dazu bringen kann, sich an vergangene Leben zu erinnern.
Felicitas D. Goodman hat weitere nicht-christliche Ritualen aus Afrika, der Karibik, Borneo und Indonesien beschrieben, in denen Zungenrede praktiziert wird. Häufig scheint Zungenrede im Zusammenhang von Riten zur religiösen Initiation zu stehen.
Goodman vertritt die Auffassung, dass das Sprechen im Kontext von Besessenheit als Glossolalie verstanden werden kann. In einem christlich-katholischen Bereich belegt sie dies anhand der zahlreichen erhalten Audiomitschnitte im Fall der Anneliese Michel aus den 1970er Jahren und vergleicht dies mit Beobachtungen aus anderen Religionen. Ein höherer Geist werde da als Kraft und nicht als Persönlichkeit erlebt, aber die Geister der Toten der Trobriand-Insulaner, die Geister der Ahnen in Afrika und verschiedene Geister im haitianischen Vodou hätten ausgeprägte Persönlichkeitszüge, die in Glossolalie zum Ausdruck kommen. Es scheint ihr wie ein Rollenspiel oder ein Gespräch zu sein, als ob man sich in der Gegenwart eines eigenständigen Wesens befindet, das in einer Art Besessenheit durch das menschlichen Medium spricht und mit dem es spricht. Im Voodoo werden, so Goodman, weibliche Medien oft von männlichen Geistern besessen, wobei sich die Stimme und natürlich auch das Verhalten ähnlich verändern. In Umbanda, einem afro-brasilianischen synchretistischen Heilungskult, führt die Besessenheit durch den Kindergeist zu einer ebenso dramatischen Veränderung der Stimme. Sibirische Schamanen können von Helfern in Form von Tiergeistern besessen sein, ihre Sprache bestehe dann aus Tierstimmen oder einer „Tiersprache“.
Glossolalie gibt es im Hinduismus beispielsweise in den Veden (ca. 1000 v. Chr.), in den Yoga-Sutras von Pacaiijali und in tibetischen tantrischen Schriften.
Islamische Traditionen kennen zwar vor allem im Sufismus extatische Praktiken. Von Glossolalie hingegen wird nicht berichtet. Hintergrund ist die Ermahnung des Propheten zu verständiger Rede in Sure 73 al-Muzzammil, Vers 4. Spuren von Glossolalie meint Elisabeth Goodman in den Litaneien (Dhikrs) einiger Orden der islamischen Sufi-Mystiker zu finden.
Als besondere Ausprägung im 20. Jahrhundert kann die australische Bewegung des Vailala-Wahn gelten, deren Name auf die unartikulierte Rede verweist.

## Zungenrede im Christentum

### Neutestamentliche Zeit
Drei Schriften des neuen Testamentes schildern Ereignisse oder enthalten Hinweise, die mit Zungenrede in Verbindung gebracht werden; außer bei den Paulusbriefen ist umstritten, ob jeweils wirklich Glossolalie gemeint ist oder das Sprechen fremder Sprachen im Sinne von Fremdsprachen (Xenoglossie). Auch setzen beim Markusevengelium und der Apostelgeschichte des Lukas die verschiedenen Kommentatoren und ihre wissenschaftlichen Traditionen unterschiedlich an, wenn es darum geht zu entscheiden, ob die Ereignisse und Zitate auf die in den Schriften geschilderte Zeit verweisen oder aus der Entstehungszeit der Schriften heraus verstanden werden müssen, also vom Autor zurückprojekziert wurden. Dazu muss hier auf die Artikel zu den jeweiligen Schriften und die dort angegebene Literatur verwiesen werden.

#### Markusevangelium
Im sekundären Markusschluss (Mk 16,9–20 ) wird unter den Wundern, welche die Gläubigen ausweisen, das Reden in neuen Sprachen (γλώσσαις λαλήσουσιν καιναῖς; glōssais lalēsousin kainais) aufgeführt. Ob damit Zungenrede gemeint ist oder im Anschluss an das Pfingstereignis (wo von anderen Sprachen die Rede ist) Fremdsprachen, die die Gläubigen bisher nicht kennen (Xenoglossie), ist dem Text nicht zu entnehmen.

#### Apostelgeschichte
Die das Lukasevangelium fortführende Apostelgeschichte schildert eine Versammlung von Jüngern Jesu zum jüdischen Pfingstfest (Schawuot), die sich in einem Raum in Jerusalem versammelt haben und dort in einem Brausen wie von Feuerzungen erleben, dass diese auf einen jeden herabkommen. Dann heißt es: "Alle wurden mit dem Heiligen Geist erfüllt, und sie begannen, in fremden Sprachen („Zungen“) zu reden; jeder sprach so, wie der Geist es ihm eingab." Die zum Fest gekommenen Pilger strömten zusammen, hörten diese Juden aus Galiläa und fragten sich fassungslos: „Wie kommt es dann, dass jeder von uns sie in seiner Muttersprache reden hört?“; es folgt eine Aufzählung von Ländern Afrikas, Europas und Asiens, aus denen die Pilger stammten, Israeliten von Geburt wie auch Proselyten. „Und wir alle hören sie in unseren eigenen Sprachen von den wunderbaren Dingen reden, die Gott getan hat!“ Sie verwundern sich, nur manche spotten, die Jünger seien wohl betrunken (Apg 2,4–13 ). Der Wortlaut des Textes sagt nur, dass alle die Jünger in ihren jeweiligen Sprachen hören. Ob das Wunder im Hören besteht oder darin, dass die Vielzahl der Jünger in verschiedenen Fremdsprachen wundersam sprechen kann, ist vom Wortlaut her nicht zu entscheiden. Vor allem in der Tradition der Pfingstgemeinden wird eher eine Glossolalie, bei anderen eher eine Xenoglossie angenommen.
Der evangelische Neutestamentler Wilfried Eckey (1930–2010) schreibt in seinem Bibelkommentar:

„Lukas denkt an ein emphatisch-enthusiastisch lobpreisendes Beten und ein begeistert prophetisch bezeugendes Reden. Er meint ein primär gottesdienstliches Reden, das für Beteiligte unmittelbar verständlich ist, auf Außenstehende aber befremdlich wirken kann und zu Mißverständnissen Anlaß gibt, wie aus V. 13 hervorgeht. Es muß allerdings nicht befremdlich wirken. Das zeigt die Reaktion derer, die diese Art zu reden verstehen. (…) Mit dem begeistert gottesdienstlichen Reden der Gemeindeglieder will Lukas ein Sprachen- und Hörwunder darstellen: Diese reden in anderen Sprachen, jene verstehen sie. Die Verstehbarkeit geisterfüllten Redens in den Kultursprachen ist eine wesentliche Voraussetzung dafür, daß das Christuszeugnis bis an die Enden der Erde gelangen kann“

In Kapitel 10 berichtet die Apostelgeschichte, dass Petrus in das mehrheitlich heidnische (also nicht-jüdische) Caesarea gerufen wird. Noch während Petrus eine Predigt hält, heißt es, dass auf die Hörenden der Heilige Geist herabgekommen sei; die Jünger aus dem jüdischen Galiläa hören nun ihrerseits die 'Heiden' „in Zungen sprechen“ (λαλούντων γλώσσαις, laloúntōn glōssais) (Apg 10,46 ). Unter Verweis auf diese Wirkung des Heiligen Geist könne diesen 'Heiden', so stellt Petrus fest, die Taufe nicht verweigert werden. Was unter dem Ausdruck „in Zungen sprechen“ zu verstehen ist, wird hier ebenso wenig näher erläutert wie an der dritten Stelle, wo Paulus bereits Getauften die Hände zum Empfang des Heiligen Geistes auflegt, worauf diese „in Zungen redeten und weissagten“ (ἐλάλουν γλώσσαις καὶ ἐπροφήτευον, éláloun glōssais kaí éprochäteoun ((Apg 19,6 ))). Das Weissagen, wörtlich: Prophetisieren, kann als Erläuterung der Zungenrede verstanden werden oder zu ihr hinzukommen. Mangels weiterer Belege für „Zungenrede“ im lukanischen Werk kann das nicht klar entschieden werden.

#### Römerbrief
Im Brief des Paulus an die Römer findet sich das Wort vom „Seufzen“, mit dem oder aufgrund dessen der Heilige Geist für die auf Christus Vertrauenden eintrete (Röm 8,26 ). Gelegentlich wird dieses Seufzen als Hinweis auf Zungenrede gedeutet. Doch selbst wenn man als Subjekt des Seufzens den betenden Mensch annimmt, ist es doch eher unwahrscheinlich, dass hier von Zungenrede gesprochen wird, die Paulus an anderer Stelle klar benennt und die hier auch im Kontext nur bedingt passen würde.

#### 1. Brief des Paulus an die Christen in Korinth
In der jungen, heterogenen Christengemeinde in Korinth scheint hingegen Glossolalie zumindest bei einigen eine so große Rolle gespielt zu haben, dass Paulus in seinem Brief, der insgesamt ermahnenden Charakter hat, ausführlich darauf eingeht. Der Text im 14. Kapitel (1 Kor 14,2–25 ) steht zwischen dem Hohelied der Liebe und weiteren Regeln für den Gemeindegottesdienst. Im poetisch verfassten Hohelied wird über alle Gaben und Fähigkeiten, mit denen Einzelne zum Leben und zum Gottesdienst beitragen, als Kriterium gesetzt, dass solche Beiträge in Liebe geschehen, denn diese allein könne „in allem“ durchgetragen werden.
Auf dieser Linie fordert Paulus von der Zungenrede, dass sie „der ganzen Gemeinde dient“. Gleichzeitig stellt Paulus die Zungenrede hinter die klarsprachlichen Weissagungen zurück; Zungenrede, fordert Paulus, müsse für die anderen erst noch verständlich ausgelegt werden (1 Kor 14,4–6 ); dem schließt sich ein längerer Abschnitt an, in dem die Nutzlosigkeit (für die Gemeinde!) einer nicht in verständliche Sprache übersetzen Zungenrede erläutert wird. Vor allem bei einer noch wachsenden Gemeinde, bei der Fremde hinzukommen, könne die Zungenrede sehr abschreckend wirken (1 Kor 14,23f ). Der Wert des Gebetes „in Zungen“ für den einzelnen wird dabei nicht bestritten.
Insgesamt kann davon ausgegangen werden, dass die Zungenrede, von der Paulus an die Korinther schreibt, phänomenologisch der aus anderen Kontexten bekannten Glossolalie ähnelt, nur dass hier spezifisch christlich diese damit verbunden ist, dass die sprechende Person vom Heiligen Geist Gottes erfüllt ist und Jesus als den Christus (Messias) und Sohn Gottes bekennt.

### Von der Antike zur Neuzeit
Die christlichen Autoren der Antike (Kirchenväter) behandeln die Zungenrede meist im Zusammenhang mit den entsprechenden biblischen Belegen; es wird aber deutlich, dass sie keine Anschauung dazu aus ihrer eigenen kirchlichen Umgebung haben. Im Einzelfall ist es schwer zu entscheiden, ob die Autoren Zungenrede oder wundersame Rede in Fremdsprachen meinen oder beides in eins fassen.
- Irenäus von Lyon (ca. 135–200) nennt die Zungenrede nicht unter den von ihm aufgeführten Charismen, erwähnt aber in der Diskussion um die Einheit von Körper, Seele und Geist: „Dass ist der Grund dafür, dass auch der Apostel gesagt hat: 'Weisheit reden wir unter den Vollkommenen' (1 Kor 2,6), wobei er diejenigen vollkommen nennt, die den Geist Gottes empfangen haben und durch den Geist, wie er selbst, in allen Sprachen reden [et omnibus linguis loquuntur]. In diesem Sinn hören wir von vielen Brüdern in der Kirche, die prophetisch begabt sind und durch den Geist in allen möglichen Sprachen reden [per Spiritum universis linguis loquentes], auch die Geheimnisse der Menschen bringen sie nützlicherweise ans Licht, (sic!) und sie erklären die Mysterien Gottes.“[30] Den Ausdruck omnibus linguis verwendet Irenäus auch bei der Schilderung des Pfingstwunders unter Verweis auf die Vielzahl der Völker.[31] Daher könnte er an beiden Stellen die Vorstellung von Xenoglossie gehabt haben.

- Tertullian (ca. 150–220) erwähnt unter Bezug auf 1 Kor 12,8–10 „Geistgaben der Sprache“, die „geistliche Rede in Verzückung, also außerhalb des Verstandes“, die er mit gesitgewirkten „Sprachendeutungen“ verbindet.[32]

- Eusebius von Caesarea (ca. 260/64–339/340) erwähnt zwar das Zungenreden, jedoch als Phänomen der Vergangenheit.[33]

- Johannes Chrysostomos (ca. 345–407) schreibt im Kommentar zu den Korintherbriefen: „Diese ganze Stelle[34] ist sehr dunkel; aber der Grund der Dunkelheit ist unser Unwissen über die Tatsachen, auf die sie sich bezieht, und dass sie aufgehört haben. Damals war es üblich, dass sie auftraten, aber heute kommen sie nicht mehr vor.“[35]

- Augustinus (354–430) schreibt in seiner Predigt zum 1. Johannesbrief: „In der frühesten Zeit 'fiel der Heilige Geist auf die, welche glaubten und sie redeten in Sprachen', die sie nicht gelernt hatten, 'wie der Geist ihnen gab auszusprechen'[36]. Dies waren Zeichen, die der damaligen Zeit angepasst waren. Denn dieses Zeichen des Heiligen Geistes in allen Sprachen war angemessen, um zu zeigen, dass das Evangelium Gottes allen Sprachen der ganzen Welt gepredigt werden musste. Dies geschah als Zeichen und dann verschwand es.“[37]

### Neuzeit
Das erste neuerliche Auftauchen von christlicher Glossolalie nach der Antike ist von der Bewegung der hugenottischen Kamisarden Ende des siebzehnten Jahrhunderts in Südfrankreich belegt. Durch die Vertreibung der Hugenotten nach England, in die Niederlande, nach Deutschland und in die USA verbreitete sich diese Gebietspraxis; Jansenisten, Quäker, Mormonen und Pietisten wurden von den Kamisarden beeinflusst.
- Johann Friedrich Rock (1678–1749) hat die Glossolalie in den Inspirationsgemeinden praktiziert.
- Der von Hugenotten abstammende schottische presbyterianische Prediger Edward Irving (1792–1834) und die von ihm ausgehende Bewegung der katholisch-apostolischen Gemeinden (die früher sogenannten Irvingianer) bilden einen Traditionsstrang der Zungenrede zu Gemeinden in Europa und den USA.[38][39]

#### Pfingstgemeinden
Die Glossolalie gehört jedoch vor allem zu den Markenzeichen der Pfingstgemeinden; hier gilt das Charisma der Zungenrede zumeist als Ausweis der Geistestaufe, die in manchen Gemeinden auch mehrfach empfangen werden kann. Einerseits ist die Bewegung zu Beginn des 20. Jahrhunderts aus Wesleyanisch gesprägten Kirchen entstanden; andererseits erklärt sich die geringe organisatorische Verfasstheit aus den vielen voneinander unabhängigen Predigern in der Besiedlungsgeschichte der USA. Versuche eines Zusammenschlusses der vielen Zweige führten zur Gründung der Assemblies of God. Die Pfingstbewegung ist aber besser als Bewegung, denn als einheitlich verfasste oder gar geleitete Kirche zu verstehen; die Gemeinden verstehen sich unter der Leitung des Heiligen Geistes. Da der Auftrag zur Mission für die meisten Gemeinden der Bewegung zentral ist, verbreiteten sie weltweit ihre Lehre und die Praxis der Zungenrede. Heute kann heute die Pfingstbewegung als der größte Zweig innerhalb der Kirchen in reformatorischer Tradition gelten und ist das Gebet und Sprechen in Zungen daher weit verbreitet. Besonders dynamisch entwickelt sich die Pfingstbewegung in Brasilien.

#### Charismatische Bewegung (evangelisch, katholisch)
Seit den 1960er Jahren wird auch in anderen christlichen Kirchen in den Gruppen der Charismatischen Bewegung die Zungenrede praktiziert, einschließlich der Gemeindeerneuerung in der römisch-katholischen Kirche. Durch die gemeinsame Erfahrung sind die Gemeinden und Gruppen der Bewegung stark ökumenisch geprägt. Da sie sich an der Ekklesiologie ihrer Großkirchen orientieren, gilt bei ihnen die Glossolalie nicht als notwendiger Ausweis für die Geisttaufe. Während die Pfingstbewegung in ihren Anfängen in den USA proletarisch und gemischt-ethnisch geprägt war, war und ist die Charismatische Bewegung in der sogenannten Ersten und Zweiten Welt vornehmlich bürgerlich geprägt; erst bei der Ausbreitung auch auf die jungen Kirchen in Afrika und Asien änderte sich das.

#### Orthodoxie
Die Orthodoxen Kirchen kennen zwar das biblische Zeugnis der Zungenrede; sie wird aber in den Gottesdiensten nicht geübt und spielt in den Ermahnungen zu einem Leben aus dem Heiiigen Geist keine Rolle. Das lässt darauf schließen, dass Zungenrede in den orthodoxen Kirchen zumindest kein verbreitetes Phänomen ist.

## Humanwissenschaften

### Psychologie
Der Psychiater Andrew Newberg von der Universität von Pennsylvania führte 2006 eine Untersuchung über die Vorgänge im Gehirn während der Zungenrede durch. Er testete fünf Frauen und maß ihre Hirnaktivität während der Zungenrede und während des Singens von Gospels. Bei allen fünf Frauen hörte die Aktivität im Frontallappen während der Zungenrede praktisch auf, was auf eine Reduktion der Selbstkontrolle hinweist, während die Aktivität im Parietallappen zunahm (umgekehrt zur Meditation). Diese Reduktion der Selbstkontrolle entspricht den Aussagen von Leuten, die die Zungenrede praktizieren.
Einige Psychiater in der psychiatrischen Abteilung des Virovitica-Spitals in Kroatien untersuchten das Phänomen und kamen zum Schluss, dass bei Glossolalie vorübergehend ein Regressionszustand eintritt, der eine mögliche Erklärung für die positive, fast psychotherapeutische Wirkung der Glossolalie ist.
Der Psychoanalytiker Karl Motesiczky schildert in einer 1937 verfassten polemischen Schrift einen Besuch bei einem Gottesdienst einer Pfingstgemeinde ekstatisches Verhalten, darunter beobachtet er auch Zungenrede. In pauschaler Diagnose stellt er fest, dass man den Betenden seelische und sexuelle Störungen „ansehen“ könne. Mit Verweis auf die allgemeine Literatur zur „Sexualökonomie“ stellt Motesiczky in seiner Flugschrift pauschalierend und ohne die Notwendigkeit einer fachlichen Begründung erkennen zu lassen fest: „Eines ist sicher: Die religiöse Ekstase gewährt unmittelbar Entlastung von sexuellen Spannungen, hat überhaupt mit dem Erlebnis des sexuellen Orgasmus grosse Ähnlichkeit.“

### Linguistik und Ethnologie
Auf der Grundlage seiner linguistischen Analyse definierte W.J. Samarin. die Glossolalie, wie er sie bei Pfingstlern untersucht hat, als „bedeutungslose (meaningless), aber phonologisch strukturierte menschliche Äußerung, die der Sprecher für eine echte Sprache hält, die aber keine systematische Ähnlichkeit mit einer lebenden oder toten natürlichen Sprache hat“. Dabei setzt er voraus, dass die Bedeutung, die Betende selbst oder die Gemeinde der Zungenrede beimessen, wissenschaftlich nicht relevant im Sinne von Bedeutung sei.
Die Ethnologin Felicitas Goodman (1914–2005) untersuchte eine Reihe von Pfingstgemeinden in den Vereinigten Staaten, der Karibik und Mexiko, darunter englisch, spanisch und Maya sprechende Gruppen. Sie verglich ihre Ergebnisse mit Aufzeichnungen von nicht-christlichen Ritualen aus Afrika, Borneo, Indonesien und Japan. Sie berücksichtigte sowohl die segmentale Struktur (z. B. Laute, Silben, Phrasen) als auch die supra-segmentalen Elemente (Rhythmus, Akzent, Intonation) und kam zu dem Schluss, dass es keinen Unterschied zwischen den von ihr untersuchten Praktiken der protestantischen Pfingstgemeinden und den Anhängern anderer Religionen gebe.

### Soziologie und Philosophie
Der französische Soziologe, Sprachtheoretiker und Theologe Michel de Certeau interessiert sich für das Phänomen der Glossolalie in der Moderne unter der Rücksicht, dass sich hier eine Form des Sprechens, die nicht verständlich ist, dem Herrschaftsanspruch der Rationalität widersetze. Sie sei eine „Fiktion des Sagens“, auf die Sprache bezogen, aber ohne etwas auszusagen. Sie lege sozusagen das Fundament der Sprache frei: „Die Glossolalie isoliert das Sagen von allem Sagen. In diesem theoretischen Raum stimmlicher Art kann sich das Sagen selbst sagen. Das Problem des Anfangs und des Endes ist in ihm folglich zentral“. Die Glossolalie antworte also auf das Problem der Fundierung des Sprechens und mache die Bedingungen und Entwicklungen der Sprachkompetenz sichtbar.
„Als ein solcher schöpferischer Zwischenraum am Übergang vom Schweigen zur Sprache, der sich in den stimmlichen Versprechern ständig wiederholt und die Sprache immer wieder an ihre Anfänglichkeit erinnert, holt de Certeau die religiöse Perspektive unter spätmodernen Voraussetzungen wieder ein. Denn dieser Zwischenraum ist mit dem Ursprung verbunden, der sonst als Mythos aus der Lebenswirklichkeit moderner Rationalität herausgeschnitten ist, und eben deshalb hat sie das Gesicht einer ursprünglichen Freude.“
Die letztlich erfolglosen Bemühungen der Sprachforschung machen die Unverfügbarkeit des Geistes am Ursprung der Sprache deutlich, den de Certeau als Jubel identifiziert. „Es scheint, dass am Anfang der Sprachgenese, in dem Zustand semantischer Unbestimmtheit, wo die Zeichen noch nichts bedeuten, aber alles bedeuten können, das Sprechen ein lustvolles Geschehen ist, das zugleich einen absichtslosen Jubel, einen Lobpreis umfasst. Sprechen und Beten sind in diesem Sinne am Ursprung der Sprache noch ungeschieden.“

## Theologie

### Pfingstbewegung
Mehr noch als die anderen christlichen Ausrichtungen, ist die Pfingstbewegung sehr heterogen. Daher findet man sehr verschiedene theologische Ansätze, häufig auch den bewussten Verzicht auf eine die Erfahrung und das Zeugnis relativierende Theologie. Großer Wert wird der Leiblichkeit der Geisterfahrung in der Glossolalie beigemessen („somatische Geisteserfahrung“).
Schon früh wurde in der Bewegung in den USA (1916 Lehrsätze der Assemblies of God) als wesentlich festgehalten, dass das äußere Zeichen der Zungenrede ein Zeugnis des Heiligen Geistes für die empfangene Taufe – immer als Geistestaufe – sei. Zuletzt 2010 haben die Assemblies dies in einem Beschluss bestätigt und ausführlich begründet. Glossolalie ist für diese Pfingsttheologie die einzige mit der Geistestaufe verbundene Manifestation, die einen Beweis für die Authentizität der Erfahrung darstellt, und Zungenrede sei seit biblischer Zeit ein physischer Beweis für das Wirken des göttlichen Geistes. Theologisch wird dabei vorausgesetzt, dass der Pfingsttag von Lukas als historisches Ereignis in normativer Absicht geschildert wird und damit ein normatives, wiederholbares Muster für alle Jahrhunderte ist.
Bernardo Campos (1955–2024) hat eine ausführliche Theologie der Zungenrede als Ausweis der Geisttaufe entwickelt. Die Geisttaufe ergänzt für ihn die Wassertaufe in Christus „als vermittelndes Element für die Ausdauer der Heiligen“ und zur Stärkung für die Mission, „wobei in einigen Fällen der Beweis der Zungenrede für die Anerkennung der Taufe im Heiligen Geist notwendig ist.“ Die Lehre sei dabei immer eine „christologische Pneumatologie oder eine pneumatologische Christologie“.

„Der Gottesdienst mit Glossolalie ist eine Nachahmung der archetypischen Gebärdensprache. Obwohl die mystische Ekstase angestrebt wird, endet sie nicht mit einer Flucht aus der irdischen Wirklichkeit (Eskapismus oder Entfremdung) oder einer Reproduktion des gnostischen Dualismus, in dem Gut und Böse einen Gegensatz bilden. In jedem Fall handelt es sich um eine moderne Nachahmung und Verkörperung archaischer Formen der Erfahrung des Heiligen sowie um eine kulturelle Form zur Nachbildung der kosmischen Ordnung, in der der Ritus Vorrang hat vor dem Konzept, der Tanz vor der These und die Geste vor dem Wort, wobei zum theoretischen Diskurs nicht notwendigerweise ein Gegensatz hergestellt wird. Die Glossolalie ist eine Sprechweise, die der Betende selbst nicht verstehen muss, die aber einen symbolischen Sinn hat. Sie ist nicht notwendigerweise eine Sprache, kann es aber sein. Das wichtigste an der Glossolalie ist nicht die Übersetzung, sondern ihre Bedeutung als Sinn mitten in einem Gottesdienst, als Sinn, der mit der täglichen, direkten, einfachen menschlichen Sprache bricht, als der Gottesdienst sich in einem anderen Umfeld der Realität abspielt: der Realität des Heiligen.“

### Andere Evangelische Kirchen
Der Liberalen Theologie gilt die Zungenrede eher als eine Fehlentwicklung in der frühen Kirche (frühkatholisch) und einem dem originalen Evangelium Jesu fremden Hang zum Mirakulösen.
Im Bereich der Evangelischen Kirche in Deutschland hat Reinhard Hempelmann (* 1953) als Leiter der Evangelischen Zentralstelle für Weltanschauungsfragen (EZW) mehrfach das Thema Glossolalie aufgegriffen. Er stellt im Blick auf die theologische Beurteilung fest, sie sei ein „Randthema“ und habe nie die Sonderrolle gespielt, die ihr „von Seiten pentecostal-charismatischer Bewegungen zugewiesen“ werde, denn christliches Leben ohne Zungenrede sei nicht defizitär. In der Relativierung der Zungenrede beruft er sich auf Paulus im 1. Korintherbrief. Die „Konzentration der christlichen Erfahrung auf das Außergewöhnliche“ übersehe die „Vieldeutigkeit und Ambivalenz religiöser Erfahrung“ und die Verwiesenheit auf das Christusbekenntnis, gerade angesichts des Vorkommens von Zungenrede in anderen Kontexten. Die christliche Tradition leugne nicht solche Erfahrungen, ordne sie aber als „Ausdrucksform privater Religiosität“ ein; nur wo Gemeinschaften die Zungenrede nicht überbewerten, sei ökumenische Offenheit und Gemeinschaft ihnen gegenüber möglich.
Hempelmann bewegt sich auf der Spur der wichtigsten universitären evangelischen Theologen des 20. Jahrhunderts. Gerhard Ebeling (1912–2001) bezieht sich auf Paulus, der gegenüber dem „Gewoge des Geistgeschehens“ nun „klärende Kriterien“ aufgestellt und „Urteilsbildung durch gedankliche Durchdringung“ geleistet habe. Entscheidend sei die Ausrichtung des Glaubens auf Christus und das Christusgeschehen. Das Zungenreden habe schon Paulus beschränken wollen und festgelegt, dass dieses „nur mit einer entsprechenden Auslegung zulässig“ sei. „Kriterium dabei ist der gestiftete Nutzen, der die Rücksicht auf den Verstand erfordert.“ Gegen die „wildwuchernde Spontaneität“ werde von Paulus „der nüchterne Gesichtspunkt der Ordnung und des Friedens ins Feld geführt“. Zugleich erinnert Ebeling aber daran, dass Paulus die Äußerungen der Geistergriffenheit und die Glossolalie nicht habe verbieten wollen, auch wenn sie „uns fremd sein mögen“.
Karl Barth (1886–1968) bespricht in seiner Kirchlichen Dogmatik die Geisttaufe ausführlich, untersucht ihr Verhältnis zur kirchlichen Wassertaufe, zum Stellenwert der Freiheit dessen, der vom Geist ergriffen wird, erläutert die Auswirkung in einer Haltung der Mitmenschlichkeit etc. Er kommt aber auf Zungenrede nur am Rand zu sprechen. Von ihm erwähnt werden zwar als Gabe des Heiligen Geistes auch „ganz individuelle“ Gaben und „vorübergehende und wechselnde Befähigungen dieser Art“ außerhalb der "kirchlichen Amtlichkeit" – aber „Zungenrede“ wird von ihm nicht beim Namen genannt (S. 42) „Der Sachverhalt ist doch der, dass der Mensch, an und in dem das Werk des Heiligen Geistes sich ereignet, (..) sein eigenes Erkennen, Wollen und Fühlen nun als Instrumente der Gerechtigkeit in Gebrauch nehmen darf und muss“. Dieses „ganz Neue“ bedeute nicht, „dass er außer sich und ins Rasen, sondern dass er endlich zu sich selbst, zur Vernunft kommt“ (S. 31). In all dem drückt sich eine Ablehnung der Erweckungsbewegung aus, die Barth des Pelagianismus verdächtigt und als „Neuprotestantismus“ (dis)qualifiziert (S. 5).
Wolfgang Huber (* 1942) erinnert ebenfalls an die Skepsis des Paulus gegenüber der Zungenrede, wo Christen sich „vom Geist Gottes weit über das hinaustreiben“ ließen, was verständlich ist, und in Zungen redeten „unabhängig davon, ob andere ihnen folgen“ können. Er verweist in dem Zusammenhang auf die weltweite Resonanz und Größe der charismatischen und pfingstlerischen Frömmigkeit, belässt es dann aber bei einer Frage: „Der Glaube hat gegenüber der Vernunft ein überschießendes Moment. Aber tritt er deshalb in einen Gegensatz zur Vernunft?“
Mehr Verständnis gegenüber der Zungenrede zeigt der 1975 im Auftrag der VELKD herausgegebene lutherische Evangelische Erwachsenenkatechismus und stellt das Befremden in heutigen landeskirchlichen Gemeinden dem davon unterschiedlichen Empfinden neutestamentlicher Zeit gegenüber. Die Alte Kirche habe die Zungenrede „damit verglichen, dass eine fremde Macht in die Saiten einer Zither greift“. Doch schon damals sei für Christen das Bekenntnis zum auferstandenen Christus für eine „solche nicht vernunftkontrollierte Frömmigkeit“ Kriterium gewesen. In einer für das begrenzte Verständnis des Themas bezeichnendenden Weise schließt dieser Absatz mit der nachdenklichen Frage, „ob nicht das Drogenphänomen auch zu einer kritischen Frage an eine verbürgerlichte, allzu rationale Frömmigkeit werden kann.“
In manchen Freikirchen wird die Zungenrede mit dem Argument abgelehnt, diese sei exklusiv in neutestamentlicher Zeit notwendig gewesen und vorgekommen; heutiges Vorkommen habe damit nichts gemein. Zungenrede sei „kein Ausweis für geistgewirkte Glaubenspraxis, vielmehr bedarf sie des Kriteriums des Christusbekenntnisses und der Gottes- und Nächstenliebe, um als Charisma gelten zu können“.

### Katholische Kirche
Von katholischen Autoren des 20. Jahrhunderts wird die Zungenrede ebenso wie von evangelischen in engem Anschluss an das 14. Kapitel im 1. Korintherbrief behandelt. Gerade aber die von Paulus betonte Hinordnung auf das Wohl der Gemeinde ermöglicht einer hierarchischen Kirche eine höhere Wertschätzung, wenn und solange die Geistgaben innerhalb der Kirche gelebt werden.
Gefördert hat diese positive katholische Theologie des Heiligen Geistes im 20. Jahrhundert die Enzyklika über den Heiligen Geist Divinum illud munus vom Mai 1897 von Papst Leo XIII. (1810–1903), der durch eine Novene vor dem Pfingstfest dieses und die Heilig-Geist-Spiritualität in der westlichen katholischen Kirche deutlich aufgewertet hat. Durch die Ordensgemeinschaften, Klöster und Geistlichen Gemeinschaften mit sehr verschiedenen spirituellen Traditionen doch als integraler Bestandteil der katholischen Kirche, hat der Katholizismua die Möglichkeit, auch das Zungengebet in den charismatischen Gemeinschaften theologisch zu integrieren.
Vor allem der große französische Dominikanertheologe Yves Congar (1904–1995) hat die Theologie des Heiligen Geistes im 20. Jahrhundert beeinflusst. Congar ist sich bewusst, dass wir aufgrund der spärlichen Angaben nicht sicher wissen können, ob das, was Paulus nur kurz andeutet, weil es seinen Lesern ja bekannt war, mit dem identisch ist, was wir heute in der charismatischen Praxis beobachten. Wie dem auch sei, „Paulus schätze es, ohne es zu überschätzen“ (S. 283). Theologisch benennt Congar vier Punkte einer notwendigen kritischen Unterscheidung durch die Theologie: (1) Es muss Nutzen für andere haben, die Vernunft darf dabei nicht abdanken und es brauche ein „Streben nach reifem Verhalten“ (nicht regressiv, nicht kindisch statt kindlich). (2) Im Unterschied zur Pfingst-Theologie verstehe die katholischen Kirche Zungenrede – ähnlich wie Sakramente – nicht als (geistbewirkte) Akte der Glaubenden, sondern als „Akte Gottes“ (3) Das Zungengebet sei von dem „Seufzen“ nach Röm 8,26 zu unterscheiden. (4) Zungenrede gibt es auch außerhalb des Christentums, wohingegen die „wahren Wunder an der Liebe zu erkennen sind“ (Blaise Pascal) (S. 284–285).

„Obwohl ähnliche Phänomene sich auch sonst ereignen, können sie doch vom Geiste kommen und zu unserem Trost und unserer Freude überall da, wo man im Geiste lebt, dessen Gegenwart bezeugen, was durch seine Früchte und vor allem die christliche Liebe bewiesen wird. (…) Die Liebe ist das höchste Charisma.“

Der deutsche Jesuit und Theologe Karl Rahner (1904–1984) hatte die Bedeutung der eigenen mystischen Erfahrung für die Zukunft des christlichen Glaubens betont und stand daher auch der Zungenrede positiv gegenüber, unbeschadet der auch von ihm geforderten Ausrichtung auf Christus, im Dienst an der Gemeinde und ohne Scheu vor der rationalen Reflexion der Theologie. Allerdings müsse der Betende sich bewusst sein, dass es sich bei der Zungenrede zunächst einmal um ein natürliches Phänomen handelt, das auch außerhalb der Kirche zu beobachten sei, „so dass man schon von daher kaum etwas entdecken oder suchen kann, was notwendig auf ein besonderes oder wunderbares Eingreifen Gottes zurückgeführt werden müsste“.
Dennoch sah Rahner schon 1971 in katholischen Ordensgemeinschaften den Raum, der Zungenrede als Ausdrucksform Raum zu geben, auch wenn man aus seiner, nun schon älteren Generation dem „skeptisch gegenüberstehen“ sollte. Die Zungenrede hat nach Rahner durchaus das Potential, Christen in ihrem Glauben nachhaltig positiv zu prägen:

„Auch wenn der in Zeit und Geschichte noch pilgernde Menschen nie meinen darf, er sei vollendet, er habe eine absolut sichere und auch endgültige Zusage des Geistes empfangen (…), so braucht doch nicht bestritten zu werden, dass es besonders eindrückliche und den Menschen umwandelnde, ganz neue Lebenshorizonte schenkende und befreiende Erfahrungen der Gnade geben könne, die auf lange Zeit die innerste Haltung des christlichen Menschen prägen, durchaus (wenn man will) ‚Geisttaufe‘ genannt werden können und auch gerade innerhalb eines solchen gemeinsamen Gebetsgottesdienstes als Wirkung des der Gemeinde gegebenen Geistes erfahren werden.“